# Roman Bunka
Roman Bunka (Frankfurt am Main, 2 december 1951 – München, 12 juni 2022) was een Duitse muzikant (oed, gitaar) en componist.

## Biografie
Tijdens de jaren 1970 speelde hij met Embryo, Mal Waldron, Charlie Mariano, Missus Beastly, Aera en Trilok Gurtu. Tijdens de jaren 1980 bracht hij zijn eerste soloalbum Dein Kopf ist ein schlafendes Auto uit en werkte hij met Mohamed Mounir, Abdu Dagir, Dissidenten en Fathy Salama. Tijdens de jaren 1990 begon hij filmmuziek te componeren voor regisseurs als Heiner Stadler, Fritz Baumann en Doris Dörrie. Tegenwoordig verbindt hij deze ervaringen om als grensganger nieuwe projecten te presenteren en de dialoog van de muziekculturen te bespoedigen.
In 2010 nam hij met de band Ich+Ich de song Yasmine op (samen met Mohamed Mounir) voor het album Gute Reise. Hij was ook bij de Ich+Ich-tournee in 2010 en tijdens het Bundesvision Song Contest.
Bunka overleed in juni 2022 op 71-jarige leeftijd aan leverkanker.

## Onderscheidingen
- 1993: Prix Futura van de BBC voor het hoorspel Tunguska Guska met Grace Yoon
- 1995: Preis der deutschen Schallplattenkritik voor Color me Cairo met Malachi Favors
- 2014: Schwabinger Kunstpreis

## Discografie
- 1971: Embryo's Rache (met Embryo)
- 1972: Wiesbaden - Live (Embryo)
- 1973: We keep on (Embryo)
- 1975: Surfin' (Embryo)
- 1976: Bad Heads & Bad Cats (Embryo)
- 1977: Life (Embryo + Ch. Mariano)
- 1977: Apo Calypso (Embryo + Tr. Gurtu)
- 1979: Aera - Life (Aera)
- 1979/80: Embryo's Reise (Embryo)
- 1980: Dein Kopf ist ein schlafendes Auto
- 1982: La Blama Sparozzi (Embryo)
- 1989: Turn Peace (Embryo)
- 1992: From Spain to Spain (met Vox)
- 1992: Malik a Taksim (met Abdu Dagir)
- 1993: Tunguska Guska (met Grace Yoon)
- 1995: Color me Cairo Enja Records
- 1993: Jungle Book (met Dissidenten)
- 1996: Earborn Jaro
- 2004: Orientacion Enja Records (met Luis Borda en Jost Hecker)
- 2010: Abadan (met Hammond Schneider)
- 2010: Yasmine (met Ich+Ich)

## Filmmuziek
- 1991: Tatort: Die chinesische Methode
- 1993: Tatort: Alles Palermo
- 1995: Paul Bowles – Halbmond
- 1996: Tatort: Schattenwelt
- 1996: Kriegsbilder
- 1997: Polizeiruf 110: Feuer!
- 1998: Bin ich schön?
- 2002: Anansi
- 2002: Eclipse
- 2012: Karim

- Bibliothèque nationale de France: cb141602011 (data)
- Gemeinsame Normdatei: 124812686
- International Standard Name Identifier: 0000 0000 1804 1426
- MusicBrainz: d57084d6-c305-46a1-b181-66b448c9d50e
- Nationale Bibliotheek van Tsjechië: xx0175093
- Réseau des bibliothèques de Suisse occidentale: 02-A014237427
- Virtual International Authority File: 13252324
- WorldCat: E39PBJtmvvBDK8bGdmqGMqCPcP